# Алимпиев, Николай Филиппович
Николай Филиппович Алимпиев — советский хозяйственный, государственный и политический деятель, директор совхоза «Краснопартизанский» Кустанайский района Кустанайской области, Казахская ССР. Герой Социалистического Труда (1971).

## Биография
Родился в 1910 году. Член КПСС.
С 1930 года — на хозяйственной, общественной и политической работе. В 1930—1976 гг. — техник-землеустроитель Кустанайского ОКРУЗО, начальник проектбюро, старший инженер-землеустроитель Кустанайского треста совхозов, начальник землеустроительных и мелиоративных работ по совхозам Кустанайской, Челябинской и Свердловской области Министерства совхозов СССР, главный инженер Казсовхозмелиостроя, директор совхоза «Залабай», директор Семипалатинского, Павлодарского, Кустанайского треста совхозов, начальник Кустанайского областного управления сельского хозяйства, директор совхоза «Краснопартизанский» Кустанайского район, начальник Кустанайского областного объединения «Сортсемовощ».
8 апреля 1971 года Указом Президиума Верховного Совета СССР удостоен звания Героя Социалистического Труда «за выдающиеся успехи, достигнутые в развитии сельскохозяйственного производства и выполнении пятилетнего плана продажи государству продуктов земледелия и животноводства» с вручением ордена Ленина и золотой медали Серп и Молот.
Заслуженный работник сельского хозяйства Казахской ССР.
Умер после 1976 года.